# NGC 7179
NGC 7179 (другие обозначения — PGC 67995, ESO 108-11) — галактика в созвездии Индеец.
Этот объект входит в число перечисленных в оригинальной редакции «Нового общего каталога».